# Mahinda VI
Mahinda VI est, brièvement en 1187, roi du royaume de  Polonnâruvâ dans l'actuel Sri Lanka

## Circonstances
Mahinda VI, d'origine Kalinga, assassine Vijayabahu II et se proclame roi. Toutefois, son règne se limite à cinq jours car il est immédiatement mis à mort par Nissanka Malla, un roi subordonné à Vijayabahu II, qui se proclame roi à son tour. Pendant son court règne, il fait composer l'inscription Madigiriya destinée à remercier le Maharaja Samara de Sriwijaya de son action visant à libérer le royaume de Polonnaruwa de la dynastie Chola.